# Adam Kasper
Adam Kasper är en amerikansk musikproducent, ljudtekniker och ljudmixare. Han utbildade sig vid Capital High School i Olympia, Washington. Kasper vann en Grammy Award 2001 för sitt arbete med There Is Nothing Left to Lose och 2004 för One by One, båda album av Foo Fighters.

## Diskografi (i urval)
- Truly - Fast Stories... from Kid Coma (1995)
- Seaweed - Spanaway (1995)
- Soundgarden - Down on the Upside (1996)
- Pond - Rock Collection (1997)
- The Watchmen - Silent Radar (1998)
- Wellwater Conspiracy - Brotherhood of Electric: Operational Directives (1999)
- Foo Fighters - There Is Nothing Left to Lose (1999)
- Cold - 13 Ways to Bleed on Stage (2000)
- Foo Fighters - One by One (2002)
- Queens of the Stone Age - Songs for the Deaf (2002)
- Pearl Jam - Riot Act (2002)
- Aya - Senjou no Hana (2002)
- Nirvana - "You Know You're Right" (2002)
- Pearl Jam - "Man of the Hour" (2003)
- The Tragically Hip - In Between Evolution (2004)
- Pearl Jam - Pearl Jam (2006)
- Eddie Vedder - Into the Wild (2007)
- Soundgarden - Live on I-5 (2011)
- Eddie Vedder - Ukulele Songs (2011)
- Spoonshine - Song of the Sockeye (2012)
- Soundgarden - King Animal (2012)
- Ume - Monuments (2014)
- Pop Evil - Up (2015)